# José Antonio Monago
José Antonio Monago Terraza (ur. 10 stycznia 1966 w Quintana de la Serena) – hiszpański polityk i prawnik, działacz Partii Ludowej, prezydent Estremadury (2011–2015), senator.

## Życiorys
Ukończył studia z zakresu nauk humanistycznych na Uniwersytecie Estremadury, następnie uzyskał doktorat z prawa na Uniwersytecie w Salamance. W 1987 dołączył do straży pożarnej, założył też organizację pozarządową SOS Extremadura. Działał w Demokratycznej Partii Ludowej, z którą dołączył do Partii Ludowej. Od 1991 do 2008 był radnym miejskim w Badajoz. Pełnił funkcję sekretarza generalnego ludowców w Estremadurze (2000–2004) i przewodniczącego tej partii w prowincji Badajoz (2004–2008). W 2008 stanął na czele regionalnych struktur Partii Ludowej. Od 2008 do 2011 był członkiem Senatu.
Po wyborach regionalnych w 2011 objął stanowisko prezydenta Estremadury jako pierwszy ludowiec od czasu utworzenia wspólnoty autonomicznej w 1982. Zakończył urzędowanie po przegranej prawicy w kolejnych wyborach w 2015, pozostając posłem do regionalnego parlamentu (utrzymał mandat w 2019). W 2019 został desygnowany w skład izby wyższej hiszpańskiego parlamentu. W 2023 wybrany natomiast ponownie do parlamentu wspólnoty. Następnie w tym samym roku uzyskał mandat senatora w wyborach powszechnych.